# باغ ملك
باغ ملك هي مدينة إيرانية تقع في البلدة المركزية من مقاطعة باغ ملك في محافظة خوزستان. حسب إحصاءات المركز الرسمي للإحصاءات الإيرانية في 2006 كان يسكن باغ ملك 20844 شخص.

## أعلام
- هادي حبيبي نيجاد
- فرشاد جان فزا